# 逢甲大學圖書館
逢甲大學圖書館，位於臺中市西屯區，是逢甲大學附設的大學圖書館，於1961年設立，提供教職員生中西文書籍、視聽資料、期刊等借閱之服務，另於校內科航館設有自修室。

## 歷史沿革
- 1961年，設立。
- 1963年，隨學校行政、教學等單位遷至西屯區現址。
- 1972年，興建佔地2400餘坪之獨立館舍，為當時臺灣中部地區規模最大之大學圖書館。
- 1988年，館舍擴建計畫完成，增加樓板面積1,500坪。
- 1990年，陸續成立各學院所屬之分館4間；7月，撤除管理學院圖書室。
- 2000年，土木學群圖書室設立。
- 2004年，撤除商學院、電子學群圖書室。
- 2012年，撤除土木水利學群圖書室。

## 歷任館長
| 姓名   | 任期                 |
| ------ | -------------------- |
| 陳鵬   | 1965年－1975年       |
| 李承章 | 1975年－1984年       |
| 楊學周 | 1984年－1985年       |
| 楊美華 | 1985年－1988年       |
| 林淑玲 | 1993年－1999年       |
| 景祥祜 | 1999年－2004年7月    |
| 劉安之 | 2004年8月－2006年3月 |
| 黃焜煌 | 2006年4月－2012年7月 |
| 林志敏 | 2012年8月－2017年7月 |
| 駱榮富 | 2017年8月－2021年7月 |
| 翟本瑞 | 2021年8月－2022年7月 |
| 賴文祥 | 2022年8月－          |

其他歷任人事參見逢甲大學圖書館網頁。

## 樓層配置
| 四樓     | 館長室、館藏發展組、讀者服務組、綜合業務室 學校行政區                                     |
| 三樓     | 學校行政區 中西文書庫、課程用書區、英語讀本區、多媒體資料區、討論室、資訊素養推廣室（二） |
| 二樓     | 繪本區、巨型書區、創能學院 中西文書庫、電腦教室、資訊素養推廣室（一）、漫畫書區           |
| 一樓     | 入口、多功能學習區、新書展示區、預約書區、閱報區、教師指定用書區、游翰堂、角落世界        |
| 地下一樓 | 電腦檢索區、中西文現刊區、中文書庫                                                        |
| 地下二樓 | 演講廳、本校學位論文區、中文過刊區、四庫全書                                              |

## 服務項目
- 圖書、多媒體借閱
- 電子資源檢索
- 空間設備借用
- 教學協助與學習支援[2][3]

## 軼事
- 2012年8月14日，一張讀者不雅之閱覽行為的照片引起網路熱議[4]。
- 2013年3月南投地震造成臺中市許多學校的圖書館建物受損，逢甲大學圖書館因每一層皆裝有阻尼器，不僅有效減緩地震力道，也將館藏損害降到最低[5]。